# Adrian Smith (basquetebolista)
Não confundir com Adrian Smith, guitarrista da Banda estadunidense Kiss.
Adrian Howard Smith (Farmington (Kentucky), 5 de outubro de 1936) é um ex-basquetebolista estadunidense que integrou a Seleção Estadunidense na conquista da Medalha de ouro disputada nos XVII Jogos Olímpicos de Verão de 1960 realizados em Roma. Durante sua carreira como jogador disputou nove temporadas na NBA com o Cincinnati Royals e duas no San Francisco Warriors, encerrado sua carreira no Virginia Squires na American Basketball League (ABA) em 1972.